# Tinnosbanen

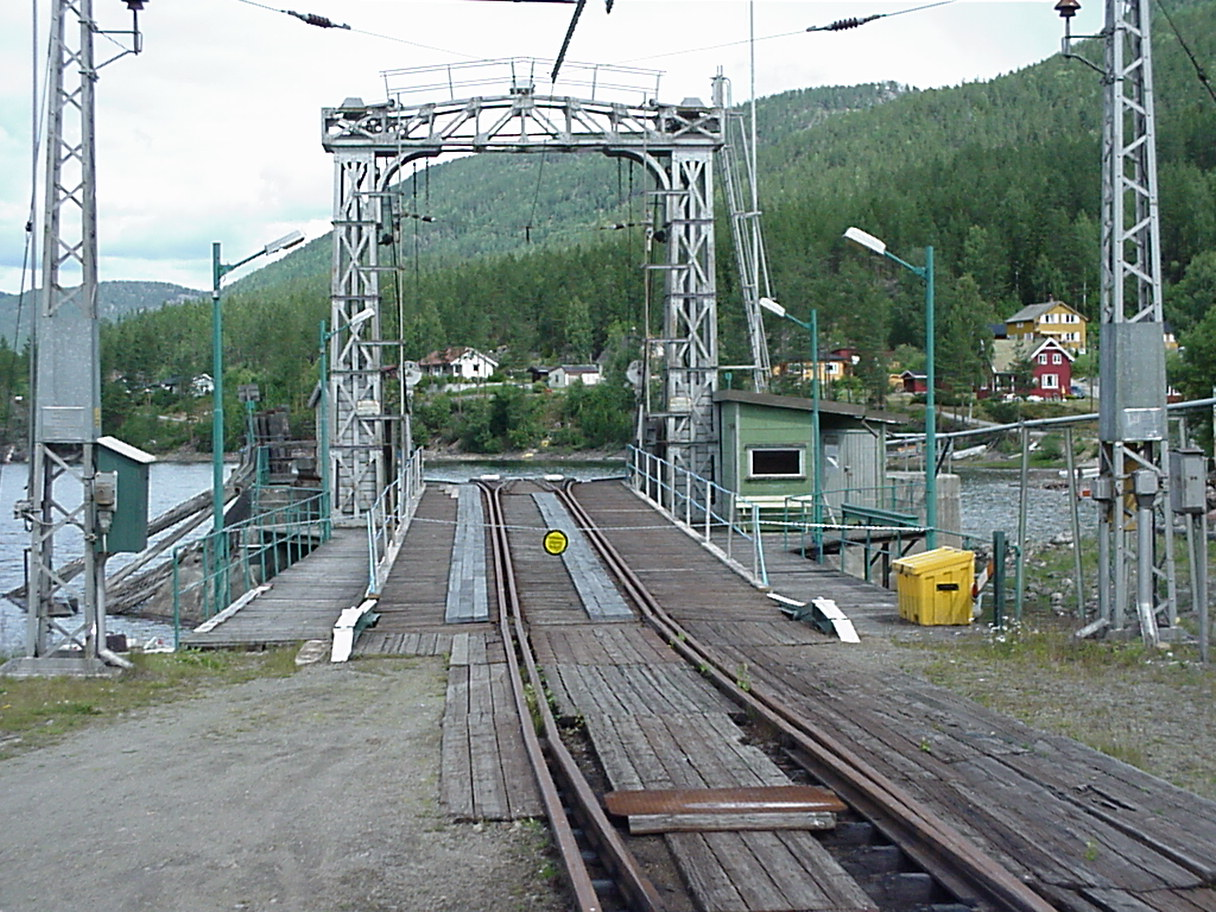
Färjeläget på Tinnoset station.

Tinnosbanen är en 39 km lång järnvägssträcka  från Hjuksebø till Tinnoset vid södra änden av Tinnsjø. Banan byggdes av Norsk Hydro för transporter mellan Rjukan och Herøya och räknades ursprungligen som en del av Bratsbergbanen. Från Tinnoset till  Mæl fanns tågfärjeförbindelse där Rjukanbanen tog vid. Banan var år 1911 den första elektrifierade normalspåriga järnvägen i Norge.
Järnvägen är en del av industriminnet Rjukan-Notodden som utsågs till världsarv av Unesco år 2015.

## Stationer
- Notodden
- Lisleherad
- Grønvollfoss
- Årlifoss
- Gransherad
- Tinnoset